# Verbandsgemeinde Enkenbach-Alsenborn
Die Verbandsgemeinde Enkenbach-Alsenborn ist eine Gebietskörperschaft im Landkreis Kaiserslautern in Rheinland-Pfalz. Der Verbandsgemeinde gehören acht eigenständige Ortsgemeinden an, der Verwaltungssitz ist in der Gemeinde Enkenbach-Alsenborn.
Am 1. Juli 2014 wurden aufgrund einer sogenannten „Zwangsfusion“ die Gemeinden der gleichzeitig aufgelösten Verbandsgemeinde Hochspeyer in die bisherige Verbandsgemeinde Enkenbach-Alsenborn (1972–2014) eingegliedert.

## Verbandsangehörige Gemeinden
| Ortsgemeinde                         | Fläche (km²) | Einwohner |
| ------------------------------------ | ------------ | --------- |
| Enkenbach-Alsenborn                  | 30,04        | 7.166     |
| Fischbach                            | 15,04        | 766       |
| Frankenstein                         | 13,82        | 909       |
| Hochspeyer                           | 22,72        | 4.738     |
| Mehlingen                            | 21,95        | 3.952     |
| Neuhemsbach                          | 6,66         | 961       |
| Sembach                              | 5,49         | 1.164     |
| Waldleiningen                        | 26,67        | 399       |
| Verbandsgemeinde Enkenbach-Alsenborn | 142,39       | 20.055    |

(Einwohner am 31. Dezember 2023)

## Geschichte
Die bisherige Verbandsgemeinde Hochspeyer war 1971, die Verbandsgemeinde Enkenbach-Alsenborn 1972, im Rahmen der ersten rheinland-pfälzischen Verwaltungsreform entstanden. Zuvor galten im damaligen Regierungsbezirk Pfalz im Wesentlichen die aus der Pfalz (Bayern) (1816–1946) stammenden Verwaltungsstrukturen.
Am 28. September 2010 erließ die Landesregierung im Rahmen der zweiten Änderungsphase der Gebietsreformen in Rheinland-Pfalz das „Erste Gesetz zur Kommunal- und Verwaltungsreform“ mit dem Ziel, Leistungsfähigkeit, Wettbewerbsfähigkeit und Verwaltungskraft der kommunalen Strukturen zu verbessern. Für Verbandsgemeinden wurde festgelegt, dass diese mindestens 12.000 Einwohner (Hauptwohnung am 30. Juni 2009) umfassen sollen. In der Verbandsgemeinde Hochspeyer waren am Stichtag 6.863, in der Verbandsgemeinde Enkenbach-Alsenborn 12.830 Einwohner gemeldet. Innerhalb der bis zum 30. Juni 2012 befristeten sogenannten Freiwilligkeitsphase kam ein freiwilliger Zusammenschluss der Verbandsgemeinde Hochspeyer mit einer benachbarten Gebietskörperschaft nicht zustande.
Am 1. Juli 2014 erfolgte die Eingliederung der Verbandsgemeinde Hochspeyer in die Verbandsgemeinde Enkenbach-Alsenborn aufgrund eines Landesgesetzes vom 20. Dezember 2013. Der Verfassungsgerichtshof Rheinland-Pfalz wies am 29. Januar 2016 die Normenkontrollklage ab, die die Verbandsgemeinde Enkenbach-Alsenborn dagegen eingereicht hatte, und bestätigte die Rechtmäßigkeit des Gesetzes vom 20. Dezember 2013. Das Gericht erklärte, die kommunale Selbstverwaltungsgarantie sei nicht verletzt worden, Abwägungsfehler des Gesetzgebers lägen nicht vor.

## Bevölkerungsentwicklung
Die Entwicklung der Einwohnerzahl bezogen auf das heutige Gebiet der Verbandsgemeinde Enkenbach-Alsenborn; die Werte von 1871 bis 1987 beruhen auf Volkszählungen:
| Jahr | Einwohner |
| 1815 | 5.179     |
| 1835 | 7.748     |
| 1871 | 8.936     |
| 1905 | 10.796    |
| 1939 | 11.746    |
| 1950 | 13.492    |

| Jahr | Einwohner |
| 1961 | 16.382    |
| 1970 | 17.330    |
| 1987 | 17.587    |
| 1997 | 20.097    |
| 2005 | 20.093    |
| 2023 | 20.055    |

## Politik

### Verbandsgemeinderat
Der Verbandsgemeinderat Enkenbach-Alsenborn besteht aus 36 ehrenamtlichen Ratsmitgliedern, die bei der Kommunalwahl am 9. Juni 2024 in einer personalisierten Verhältniswahl gewählt wurden, und der hauptamtlichen Bürgermeisterin als Vorsitzender. Bis zur Wahl 2024 hatte der Verbandsgemeinderat 32 Ratsmitglieder, die Erhöhung auf 36 Sitze war nach rheinland-pfälzischem Wahlrecht durch die gestiegene Einwohnerzahl der Gebietskörperschaft notwendig geworden.
Die Sitzverteilung im Verbandsgemeinderat:
| Wahl | SPD | CDU | GRÜNE | FDP | FWG | Gesamt   |
| ---- | --- | --- | ----- | --- | --- | -------- |
| 2024 | 10  | 10  | 3     | 3   | 10  | 36 Sitze |
| 2019 | 9   | 10  | 4     | 3   | 6   | 32 Sitze |
| 2014 | 13  | 11  | 2     | 1   | 5   | 32 Sitze |

- FWG = Freie Wählergruppe Gemeindeverband Enkenbach-Alsenborn-Hochspeyer e. V.

### Bürgermeister
Silke Brunck (SPD) wurde am 1. Juli 2022 Bürgermeisterin von Enkenbach-Alsenborn. Sie ist die erste Frau in diesem Amt. Sie war zuvor Ortsbürgermeisterin von Neuhemsbach und gewann bei der Direktwahl am 28. November 2021 51,3 % Stimmenanteil. Ihr Amtsvorgänger Andreas Alter (SPD) war aus Altersgründen nicht erneut zur Wahl angetreten.

## Ehrenbürger
- Hans Buch (1937–2019)[12], Diplom-Ingenieur FH (Fachrichtung Vermessungstechnik), wurde am 21. September 2007 in Anerkennung seiner Verdienste als Bürgermeister der Verbandsgemeinde Enkenbach-Alsenborn von 1982 bis 2001 zum Ehrenbürger ernannt.[13]